# Kiznaiver
Kiznaiver (キズナイーバー Kizunaībā?) es un anime producido por Trigger y Aniplex, y escrito por Mari Okada. El diseño de los personajes está hecho por Shirow Miwa y Mai Yoneyama, Haroshi Kobayashi, famoso por su trabajo como asistente del director en el anime Shingeki no Bahamut, director en un episodio de Kill la Kill, e hizo su debut como director en Kiznaiver.
El título del anime es un juego de palabras entre "herida/cicatriz" (きず Kizu?), "vínculo/conexión" (きずな kizuna) y "naïve" ("ingenuo") implicando que los personajes necesitan moverse a su empatía pasada para resolver sus problemas, que carecen actualmente. Temáticamente, Kizniver es similar a las películas anteriores de Studio Trigger en las cuales se lidian con los problemas atribuidos a la interacción del personaje.

## Sinopsis
La historia se desarrolla en un ciudad futurista llamada Sugomori, creada solo con el fin de un experimento capaz de alcanzar la paz mundial, en la que siete adolescentes verán como su dolor físico y emocional queda conectado entre sí. La meta: sobrevivir al verano para ser liberados de su lazo.

## Personajes
Katsuhira Agata (阿形 勝平 Agata Katsuhira?)
 Seiyū: Yūki Kaji
Katsuhira es el protagonista de la historia, es apático y "semi-sin emociones". Él es inicialmente despojado de su propia percepción del dolor. Su confesión durante el primer capítulo fue el hecho de nunca haberse interesado por sí mismo ni por los demás, por lo cual es constantemente perseguido por los matones y no notó que Chidori estaba enamorada de él en el pasado. Noriko señala que la forma moderna de pecado capital que él representa es la "imbecilidad". En el pasado, cuando tenía 4 años, fue utilizado como sujeto de pruebas en los primeros experimentos con los Kiznaivers junto con Noriko Sonozaki y que desde aquella ocasión guarda sentimientos por ella.
Noriko Sonozaki (園崎 法子 Sonozaki Noriko?)
 Seiyū: Hibiku Yamamura
Quién carece de bondad humana y no demuestra ninguna emoción. Ella actúa como árbitro para el Kizuna System y es quien hace las pruebas a los Kiznaivers. Parece sentir cierta atracción especial por Katsuhira. Al avanzar la historia se revela que ella fue utilizada en los primeros experimentos de los Kiznaivers junto con Katsuhira y por motivos desconocidos desea que este no termine, aunque impone que todos los Kiznaiver deben sobrevivir al verano para  liberarlos. Ella es uno de los primeros sujetos de pruebas con los Kiznaivers. 
Chidori Takashiro (高城 千鳥 Takashiro Chidori?)
 Seiyū: Yuka Terasaki
Es la primera y única amiga de la infancia de Katsuhira, por lo cual siempre se preocupa por él y por los constantes abusos que sufre en la escuela. Vive al lado de la casa de Ágata y parece ser la más "normal" entre el grupo de Kiznaivers, aunque no pueda controlar sus impulsos cuando Tenga Hajime la llama "plana". Según Noriko, Chidori representa el pecado capital moderno de la "bonachonería". Tras la primera misión declara que en el pasado estaba enamorada de Katsuhira, pero al avanzar la historia reconoce que todavía lo está, sintiendo celos de Noriko y dolor cuando Katsuhira demuestra tener sentimientos por ella también.
Hajime Tenga (天河 一 Tenga Hajime)
Seiyū: Tomoaki Maeno
Es el chico más temido de la clase 2-A y el más fuerte de toda la escuela. Es impulsivo y poco razonable en ocasiones, pero demuestra buen corazón al ofrecerse a proteger a Katsuhira cuando los matones lo estaban atacando, aunque suele ofrecer sus servicios a cambio de un porcentaje del dinero recuperado. Se muda con Katsuhira al día siguiente de la primera prueba de los Kiznaivers con la intención de protegerle, pues le ve más propenso a recibir daños. Según Noriko, representa el pecado capital moderno de la "bravuconería". Al avanzar la historia se revela que se ha enamorado de Chidori y que siente celos de Katsuhira, llegando a darle una paliza por rechazarla y declara en el acto su amor por Chidori.
Nico Niiyama (新山 仁子 Niiyama Niko)
Seiyū: Misaki Kuno
Nico es la chica excéntrica del salón 2-A, diciendo que puede ver hadas, incluso haciendo rituales extraños para invocarlas. Durante la primera prueba revela que todo lo de las hadas es una farsa para que la gente no la odie por ser inteligente, rica y guapa. Se pone triste cada vez que le recuerdan que es "perfecta" aunque vuelve a su estado normal cuando los demás le dicen que es rara. Según Noriko, representa el pecado capital moderno del "infantilismo ridículo". Al avanzar la historia se revela que se enamora de Tenga y que siente celos de Chidori, afrontando incluso el hecho de que Tenga quizá no corresponda sus sentimientos.
Tsuguhito Yuta (由多 次人 Yuta Tsuguhito?)
 Seiyū: Nobunaga Shimazaki
Es un chico de la clase 2-A, bastante popular entre las chicas, aunque suele ser odioso con los chicos. Durante la primera prueba revela haber sido obeso hasta sus últimos días de secundaria, hecho que le avergüenza hasta retorcerse. Tiene una gran fachada, pues suele demostrar cosas que no siente solo para quedar bien. Según Noriko, Yuta representa el pecado capital moderno de la "astucia interesada". Al avanzar la historia se demuestra que está enamorado de Maki, aunque acepta que debe esperar a que ella supere sus sentimientos por Ruru.
Honoka Maki (牧 穂乃香 Maki Honoka?)
 Seiyū: Rina Satō
Es una chica de la clase 2-A. Es muy misteriosa y demuestra tener una personalidad ambigua cuando se ve presionada, pero suele ser seria y arrogante hacia los demás. Durante la primera prueba revela haber "asesinado" a alguien, siendo su confesión la última entre los Kiznaivers. Según Noriko, representa el pecado capital moderno de la "Soberbia". Al avanzar la historia se descubre que era escritora de un famoso manga bajo el seudónimo de "Charles de Macking" junto a su amiga Ruru, de la cual se enamora pero abandona para evitar herirla. Cuando Ruru muere por la enfermedad crónica que tenía, se siente culpable y se encierra, logrando superar el trauma con ayuda de los otros Kiznaivers.
Yoshiharu Hisomu (日染 芳春 Hisomu Yoshiharu?)
 Seiyū: Kōtarō Nishiyama
Es un chico misterioso que está en la clase 2-A pero que no se ha presentado a clase ni una vez desde el primer día. Las chicas del grupo lo describen como "guapo" y actúa de manera desinteresada sobre su posición como Kiznaiver. Pese a su apariencia calmada, descubren que es un masoquista que disfruta del dolor causado a los otros Kiznaivers. Según Noriko, representa el pecado capital moderno de la "inmoralidad". Al avanzar la historia, declara que no le gusta compartir el dolor sentimental de los otros Kiznaivers.
Kazunao Yamada (山田 一直 Yamada Kazunao?)
 Seiyū: Jun'ichi Suwabe
Es el profesor del salón 2-A, quién parece conocer sobre el experimento Kiznaiver. Es bastante perezoso y tiene una mala dieta según Urushibara. Al avanzar la historia, se descubre que es parte del proyecto Kizuna y es operador de varias de las misiones que los Kiznaiver enfrentan. Demuestra una actitud sádica, justificando todo por el experimento y poniéndose en contra de la misma Urushibara cuando esta trata de detener una misión.
Mutsumi Urushibara (漆原 睦 Urushibara Mutsumi?)
 Seiyū: Mie Sonozaki
Es la consejera escolar del instituto al que asisten los Kiznaiver, tiene una personalidad enigmática aunque parece llevarse bien con Yamada, al punto de recomendarle mejorar su dieta. Tiene conocimiento sobre el experimento de los Kiznaiver y de la posición de Noriko en el mismo. Demuestra algo de piedad cuando ve el sufrimiento sentimental que afrontan los Kiznaivers tras una misión y se declara en contra de seguir con el experimento.

## Medios de comunicación

### Anime
El opening es "LAY YOUR HANDS ON ME" interpretado por Boom Boom Satellites, mientras el ending es "Hajimari no Sakudo" (はじまりの速度) interpretado por Sangatsu no Phantasia.

#### Lista de episodios
| Núm. | Título | Fecha de emisión     |
| ---- | --- | -------------------- |
| 1    | "A veces, un Vínculo Puede Florecer desde el Primer Día que se Hace Contacto Visual " "Hitome Atta Sono Hi kara, Kizuna no Hanasaku Koto mo Aru" (一目あったその日から, 絆の花咲くこともある) | 9 de abril del 2016  |
| 2    | "Si Puedes Tragar una Situación Bizarra Como Esta Tan Fácilmente, Dos Cubetas de Barium no Deberían ser Problema" "Konna Ijou Jitai Kantan ni Nomi Komen Nara Barium Nanza Bucket Nihai wa Karuku Yoyuu Dattsuno" (こんな異常事態カンタンに飲みこめんならバリウムなんざバケツ二杯は軽く余裕だっつーの) | 16 de abril del 2016 |
| 3    | "Dependiendo de Cómo lo Mires, Pienso que Podríamos Ir A través de Cualquier Cosa...... ¿Verdad?" "Donna ni Sanzan na Joukyou Datte Torae Kata Shidai de Nantoka Yatteikeru kamo...... ne?" (どんなにさんざんな状況だって捉えかた次第でなんとかやっていけるかも...... ねっ？)                          | 23 de abril del 2016 |
| 4    | "Ahora que Estamos Todos Conectados, Vamos a Conocernos Mejor unos a Otros, ¿Okay?" "Sekkaku Tsunagari Attanda Shisa Motto Otagai Wakari Aou Yon" (せっかく繋がりあったんだしさもっとお互いわかりあおうよん)                                                                                           | 30 de abril del 2016 |
| 5    | "Wahoo, ¡Es un Campamento de Entrenamiento! ¡Vamos a Pisar Excremento de Ciervo y Tener una Pelea de Almohadas Go Go!" "Hyahhoi, Gasshuku Daa! Shika no Fun Funde Makuranage Shite Go Go!" (ひゃっほい, 合宿だぁ! 鹿のフン踏んで枕投げしてゴーゴー!)                                                   | 7 de mayo del 2016   |
| 6    | "Nada Bueno Viene con Estar Alrededor de Ti" "Anta-tachi to Iru to Hontou ni Rokuna Koto ga Nai" (あんた達といるとほんっとにろくなことがない) | 14 de mayo del 2016  |
| 7    | "Una Batalla Tocando la Identidad del Dolor que es Siete Veces el Dolor de una Séptima Parte de un Dolor" "Nana-bun no Ichi no Itami no Sono Mata Nana Bai no Shoutai ni Fureru Tatakai" (七分の一の痛みのそのまた七倍の正体に触れる戦い)                                                              | 21 de mayo del 2016  |
| 8    | "Los Momentos Felices Tienden a no Durar Mucho" "Happy na Jikan tte Sousou Nagaku wa Tsuzukanai Mono da yo ne" (ハッピーな時間ってそうそう長くは続かないものだよね) | 28 de mayo del 2016  |
| 9    | "Todo Termino...... Supongo" "Banjikyuusu......kashira" (万事休す……かしら) | 4 de junio del 2016  |
| 10   | "Sabes muy Bien que tus Sentimientos Románticos Podrían ser no Correspondidos, ¿Verdad?" "Suki na Kimochi ga Mukuwarenai kamo Nante Juujuu Shouchi no Ue daro?" ((好きな気持ちがむくわれないかもなんて重々承知の上だろ？)                                                                              | 11 de junio del 2016 |
| 11   | "Tenemos que Contactarnos Unos con los Otros y Confirmar Nuestros Sentimientos. Porque, ¡Somos Amigos!" "Ichiichi Renraku Shiatte Kimochi wo Kakunin Shiawanaito. Datte, Tomodachi Nanda kara!" (いちいち連絡しあって気持ちを確認しあわないと. だって, 友達なんだから!)                                | 18 de junio del 2016 |
| 12   | "Si el Kizuna System se Esparciera Alrededor del Mundo" "Sekaijuu ni Kizuna System ga Hirogatte" (世界中にキズナシステムが広がって) | 25 de junio del 2016 |

### Manga
Un manga promocional hecho por Roji Karegishi es publicado en la revista Dengeki Maoh de Kadokawa Shoten. Se empezó a publicar el 25 de marzo del 2016.
Un manga mostrando a los personajes en forma chibi titulado "Mini! Kiznaiver Gekijō" (みにっ! きずないーばー劇場) es ilustrado por S. Kosugi y serializado en Dengeki Comics NEXT. La versión tankōbon se va a publicar el 6 de junio de 2016.